# Druga Francuska Republika
Druga Francuska Republika ili jednostavno Druga Republika bila je republikanska vlada u Francuskoj između revolucije 1848. i državnog udara Luja Napoléona III. Bonapartea koji je osnovao Drugo Francusko Carstvo. Službeno je usvojio moto "Liberté, égalité, fraternité". Druga Republika svjedoči napetosti između "Socijalne i Demokratske Republike" (fra. La République démocratique et sociale) te liberalnog oblika Republike koja se pojačala tijekom lipanjskog Dana ustanka 1848.
Druga Francuska Republika bila je posljedica višegodišnjeg nezadovoljstva koje se nakupljalo za vrijeme vladavine Luja Filipa Kada je konačno došlo do revolucije, narod je svrgnuo monarhiju i utemeljio novu republiku baziranu na demokratskim načelima. Sukob je eskalirao ustankom znanim kao Dani lipnja u kojima se Luj Eugen krvavo obračunao s pobunjenim radnicima. Uslijedilo je kratko vrijeme stabilnosti, došlo je do donošenja novog demokratskog ustava, a u prosincu su organizirani predsjednički izbori. Favoriziranog Cavaignaca pobijedio je Luj Napoleon koji je postao prvi predsjednik u povijesti Francuske. 

Luj Napoleon bio je monarhist, a imao je podršku u Narodnoj skupštini kojom su također dominirali monarhisti. Nova vlast se pokazala izrazito konzervativnom te je donijela cijeli niz mjera kojima ograničila glasačko pravo i slobodu medija, a Crkva je ponovno ostvarila dominantan utjecaj na javno obrazovanje. Predsjednik je ubrzo shvatio kako su njegovi planovi ograničeni radom Narodne skupštine pa je 2. prosinca 1851. godine organizirao puč i tako srušio republiku. U siječnju 1852. donesen je restriktivni ustav, a raniji referendum dodatno je konsolidirao vlast Luja Napoleona. Napoleon III. radio je na formiranju Drugog Carstva koje je uspostavljeno 2. prosinca 1852. godine, točno godinu dana nakon državnog udara.